# Casa Vives Català
La Casa Vives Català és un edifici del municipi de Valls (Alt Camp).

## Descripció
Aquesta edificació del farmacèutic Vives està situada una mica per damunt i a l'oest de la masia Peixets. La casa consta de tes plantes. En cadascuna de les plantes hi ha tres obertures. A la porta d'accés de la planta baixa s'hi arriba després de pujar cinc esgraons de pedra i nou de mosaic, flanquejats per murs d'obra arrebossada, que estan limitats per quatre pilastres a cada costat. La porta és de fusta amb dues fulles, mutants d'obra vista al centre i dues finestres als laterals.
En el primer pis hi ha una porta balconera, al bell mig, i en els laterals hi ha finestres emmarcades. A la darrera planta sols hi ha una finestra rectangular al centre i dues circulars i tapiades en els laterals. La façana és totalment simètrica. La cornisa que té està composta de trams rectes i corbes, quadrants i semicircumferències.
En el vèrtex de l'esquerra hi ha un penell amb mussol i una rata en els extrems, i una lluna en quart minvant a l'eix. En el costat de ponent, tenim adossat un segon edifici, també de tres plantes amb un soterrani, una planta amb finestres de muntants d'obra vista.
A la darrera planta hi ha un porxe gran que ocupa tota la superfície rectangular de la planta i amb cinc pilars hexagonals en aquesta façana i dos en la principal, la sud. La coberta d'aquest cos és de teula àrab ceràmica. Les altres dues façanes no tenen gens d'interès especial. Durant molts anys va ser coneguda amb els noms de *Can Cusidò*.